# Amolops archotaphus
Espèce
Synonymes
- Rana archotaphus Inger & Chan-ard, 1997

Statut de conservation UICN

 LC  : Préoccupation mineure
Amolops archotaphus est une espèce d'amphibiens de la famille des Ranidae.

## Répartition
Cette espèce est endémique de la province de Chiang Mai en Thaïlande. Sa présence est incertaine en Birmanie.

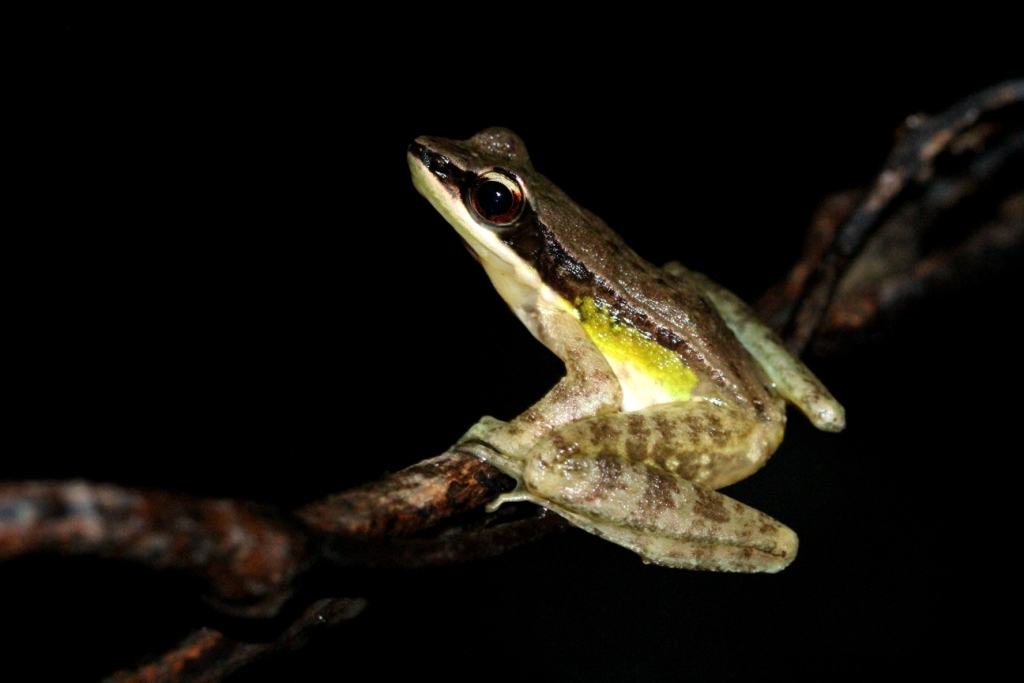
Amolops archotaphus

## Étymologie
Le nom spécifique archotaphus vient du grec archon, l'archonte, et de taphus, la tombe, en référence au mont Doi Inthanon, où les cendres d'Intha Witchayanon, le dernier roi de Chiang Mai, ont été enterrées.

## Publication originale
- Inger & Chan-ard, 1997 : A new species of ranid frog from Thailand, with comments on Rana livida (Blyth). Natural History Bulletin of the Siam Society, vol. 45, p. 65-70 (texte intégral).